# Brachyhesma monteithae
Brachyhesma monteithae är en biart som beskrevs av Exley 1975. Brachyhesma monteithae ingår i släktet Brachyhesma och familjen korttungebin. Inga underarter finns listade.

## Bildgalleri

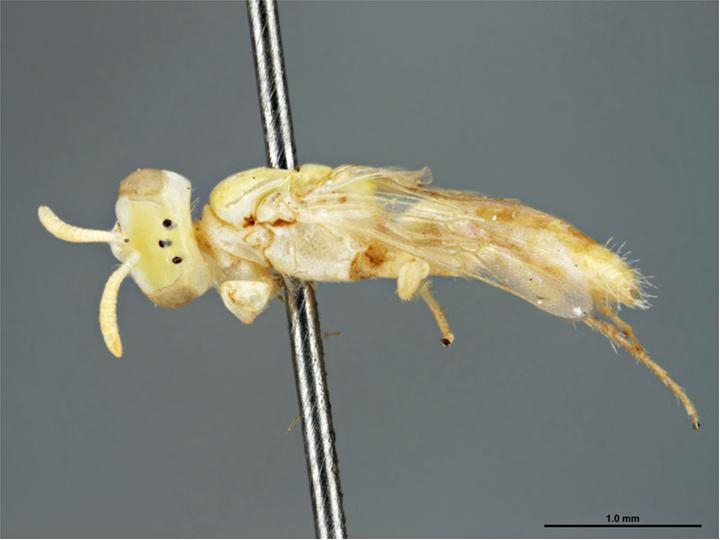